# Pyronia pulchra
Pyronia pulchra är en fjärilsart som beskrevs av Felder 1867. Pyronia pulchra ingår i släktet Pyronia och familjen praktfjärilar. Inga underarter finns listade.